# Iraška umetnost
Iraška umetnost je ena najbogatejših umetniških dediščin na svetu in se nanaša na vsa dela vizualne umetnosti, ki izvirajo iz geografske regije današnjega Iraka od starodavnih mezopotamskih obdobij. Bagdad, glavno mesto, je bil stoletja srednjeveško središče literarnega in umetniškega arabskega sveta med Abasidskim kalifatom, v katerem je bil Bagdad prestolnica, vendar so njegove umetniške tradicije v 13. stoletju trpele zaradi mongolskih osvajalcev. V drugih obdobjih je cvetel, na primer med vladavino Pira Budaqa ali pod osmansko vladavino v 16. stoletju, ko je bil Bagdad znan po osmanskem miniaturnem slikarstvu. V 20. stoletju je oživitev umetnosti, ki je združevala tako tradicijo kot sodobne tehnike, ustvarila številne pomembne pesnike, slikarje in kiparje, ki so prispevali k inventarju javnih umetniških del, zlasti v Bagdadu. Ti umetniki so zelo cenjeni na Bližnjem vzhodu, nekateri pa so si prislužili mednarodno priznanje. Gibanje iraške moderne umetnosti je močno vplivalo na vsearabsko umetnost na splošno.

## Zgodovina

### Mezopotamska umetnost
Iraška umetnost ima globoko dediščino, ki sega v starodavno mezopotamsko umetnost. Irak ima eno najdaljših pisnih tradicij na svetu. Tradicije Maqam v glasbi in kaligrafiji so preživele v današnji čas. Vendar pa je bila kontinuiteta iraške umetniške kulture stoletja podvržena spremenljivosti invazijskih vojsk. Mongolska invazija v 13. stoletju je uničila veliko tradicionalne umetnosti in obrti in na splošno velja za prelom v tradiciji iraške umetnosti.
Čeprav so britanski arheologi izkopavali številna iraška najdišča, vključno z Nimrudom, Ninivami in Tell Halafom v Iraku v 19. stoletju, so številne artefakte in kipe poslali v muzeje po vsem svetu. Šele v začetku 20. stoletja, ko je majhna skupina iraških umetnikov prejela štipendije za študij v tujini, so postali pozorni na starodavno sumersko umetnost z obiskom prestižnih muzejev, kot je Louvre, kar jim je omogočilo, da se ponovno povežejo s svojo kulturno in intelektualno dediščino. Kljub temu figurice iz obdobja neolitika, najdene v palači Tell Halaf in drugod, potrjujejo starodavno iraško umetniško dediščino.
Sasanidi so med 3. in 7. stoletjem vladali regiji, ki je zdaj Irak in Iran. Sasanidska umetnost je najbolje predstavljena v kovinskih delih, nakitu, arhitekturi in stenskih reliefih. Ohranilo se je malo slik iz tega obdobja, vendar je na podlagi slikovnih in kiparskih upodobitev mogoče sklepati na razumevanje okraševanja nakita. Umetnostna zgodovinarka Nada Shabout poudarja, da je iraška umetnost večinoma nedokumentirana. Zahod ima zelo malo pojma o iraški umetnosti. Težave, povezane z dokumentiranjem popolne slike iraške umetnosti, je še povečalo dejstvo, da so bili številni umetniki, umetnostni zgodovinarji in filozofi 20. stoletja prisiljeni v izgnanstvo, kjer so izolirani od svoje dediščine in trenutnih praks. Poleg tega je bil velik del iraške umetniške dediščine izropan ali uničen v obdobjih revolucije, vojne in političnih nemirov.
V zgodnjem islamskem obdobju se je pisava spremenila v »ikonoforično sporočilo ... nosilec pomena, neodvisnega od njegove oblike [in] v predmet, vreden najbolj dovršenega okrasja«. Drug razvoj v tem obdobju je bila uporaba ponavljajočih se vzorcev ali motivov na zvitkih in stenskih reliefih. Ta visoko stiliziran sistem okrasja, podedovan od muslimanov, je pozneje dobil oznako arabeska.

### Abasidska umetnost
Abasidi so se razvili v Abasidskem kalifatu med letoma 750 in 945, predvsem v njegovem središču Mezopotamije. Na Abaside je vplivala predvsem mezopotamska arhitekturna tradicija, kasneje pa so vplivali na sosednje sloge, kot sta perzijski in srednjeazijski slog.
Med 8. in 13. stol. je lončarstvo doseglo visoko stopnjo sofisticiranosti, kaligrafija se je začela uporabljati za okraševanje površin okrasnih predmetov in iluminiranih rokopisov, zlasti besedila Korana so postala bolj zapletena in stilizirana. V tem obdobju je bila ustanovljena prva iraška umetniška šola, ki je omogočila razcvet rokodelcev in obrti.
Na vrhuncu abasidskega obdobja, v poznem 12. stoletju, se je pojavilo slogovno gibanje rokopisnih ilustracij in kaligrafije. Za to gibanje islamske umetnosti, ki je zdaj znano kot Bagdadska šola, so bile značilne predstavitve vsakdanjega življenja in uporaba zelo ekspresivnih obrazov namesto stereotipnih likov, ki so bili uporabljeni v preteklosti. Šolo so sestavljali kaligrafi, ilustratorji, prepisovalci in prevajalci, ki so sodelovali pri izdelavi iluminiranih rokopisov, pridobljenih iz nearabskih virov. Dela so bila predvsem znanstvena, filozofska, družbenokomentatorska ali šaljivo-zabavna. To gibanje je trajalo vsaj štiri desetletja in je prevladovalo v umetnosti prve polovice 13. stoletja. V obdobju Abasidov je cvetela tudi poezija, ki je ustvarila pomembne pesnike, med njimi: sufijska pesnika iz 9. stoletja Mansur Al-Haladž in Abu Nuvas.
Abasidski umetnik Jahja Al-Vasiti je živel v Bagdadu v pozni abasidski dobi (12. do 13. stoletje) in je bil najpomembnejši umetnik bagdadske šole. Njegova najbolj znana dela vključujejo ilustracije za knjigo Maqamat (Skupščine) iz leta 1237, niz anekdot družbene satire, ki jih je napisal Al-Hariri. Al-Vaitijeve ilustracije so služile kot navdih za moderno bagdadsko umetnostno gibanje 20. stoletja. Drugi primeri del v slogu bagdadske šole vključujejo ilustracije v Rasa'il al-Ikhwan al-Safa (Pisma iskrenih bratov), (1287); arabski prevod medicinskega besedila Pedanija Dioskorida, De Materia Medica (1224) [13] in ilustrirana Kalila wa Dimna (Bisnice o Bidpaju), (1222); zbirka hindujskih basni, Bidpai, prevedena v arabščino.
Stoletja je bil Bagdad glavno mesto abasidskega kalifata; njegova knjižnica je bila brez konkurence in magnet za intelektualce po vsem znanem svetu. Vendar pa je leta 1258 Bagdad padel pod mongolske osvajalce, ki so mesto oropali, zdesetkali mošeje, knjižnice in palače ter s tem uničili večino mestnega literarnega, verskega in umetniškega bogastva. Mongoli so pobili tudi med 200.000 in milijon ljudi, zaradi česar je bilo prebivalstvo popolnoma demoralizirano, mesto pa komaj primerno za bivanje. Iraški umetnostni zgodovinarji vidijo to obdobje kot čas, ko je bila »veriga slikovne umetnosti« pretrgana.
Med letoma 1400-1411 je Iraku vladala dinastija Džalajirid. V tem času sta iraška umetnost in kultura cveteli. Med letoma 1411 in 1469, v času vladavine dinastije Kara Kujunlu, so bili umetniki iz različnih delov vzhodnega islamskega sveta povabljeni v Irak. Pod pokroviteljstvom Pir Budaqa, sina vladarja Kara Kujunluja, Džahan šaha (vladal 1439–67), so bili v Iraku združeni iranski slogi iz Tabriza in Širaza ter celo slogi timuridske Srednje Azije. Pomen Bagdada kot središča umetnosti je po smrti Pira Budaqa leta 1466 upadel. Obdobje Kara Kujunlu se je končalo s prihodom Ak Kujunluja. Čeprav so znani pokrovitelji umetnosti, se Ak Kujunlu večinoma osredotočajo na območja zunaj Iraka.
Med letoma 1508 in 1534 je Irak prešel pod oblast Safavidske dinastije, ki je središče umetnosti preusmerila v Iran. Bagdad je v tem obdobju doživel preporod umetnosti in je bil tudi središče literarnih del. V tem obdobju je pisal pesnik Fuzûlî (ok. 1495–1556). Pisal je v treh prevladujočih jezikih svojega časa: arabščini, perzijščini in turščini. Irak je bil vključen v Osmansko cesarstvo leta 1534, v času vladavine Sulejmana Veličastnega. Iraški pesnik Fuzûlî je v tem času pisal v arabščini, perzijščini in turščini in nadaljeval s pisanjem poezije po vzpostavitvi osmanske oblasti leta 1534. V 16. stoletju je Bagdad doživel še eno obdobje umetniškega preporoda; Iraško slikarstvo iz tega časa se imenuje »bagdadska šola« osmanskega miniaturnega slikarstva.
Irak je med letoma 1400 in 1600 doživel kulturni premik, kar se odraža tudi v njegovi umetnosti. V 16. stoletju je politična oblast v Iraku prešla iz turško-mongolskih dinastij v Osmansko cesarstvo. V svoji preteklosti je bil Irak središče iluminiranih rokopisov, vendar je ta umetniška oblika v tem obdobju doživela splošen upad.
Kipci, stenske slike in nakit iz starodavnih najdišč v Iraku
- Asirski relief Ašura kot pero. To je eden najbolj znanih simbolov, ki so jih uporabljali ljudje starodavne Mezopotamije
- Sumerska pokrivala in ogrlice, Britanski muzej. Ta artefakt je bil najden v grobnici Puabi v "kraljevih grobnicah" v Uru
- Šalmaneser III., na "prestolu Šalmaneserja III" v Iraškem muzeju.
- Detajl plošče z napisom o gradnji Ištarinih vrat Nebukadnezarja II. iz Babilona
- Stela z izrezljanim reliefom iz Nimruda
- Sumersko poročilo o srebru za guvernerja iz Šuruppaka, ok. 2500 pr. n. št.
- Fasada prestolne sobe. Babilon
- Stenski relief iz Nineve prikazuje asirskega vojaka, ki namerava obglaviti ujetnika iz mesta Lakiš. 700-692 pr. n. št. Trenutno se nahaja v Britanskem muzeju
- Kraljevi lov na leve, Ninive (severna palača), 645-635 pr. n. št.
- Babilonski lev, datum negotov, verjetno hetitskega izvora
- Ištarina vrata
- Asirska galerija v Iraškem muzeju
- Kraljevska akadska glava iz Niniv
- Standarda Ura - plošča miru - Sumerija

Izbrane umetnine in ročna dela iz postislamskih struktur in krajev v Iraku
- Čarilna skleda, Mezopotamija, sasanidsko obdobje, 6. ali 7. stoletje
- Mavec z reliefom merjasca, Ktezifon, Irak, sasanidsko obdobje, 6. ali 7. stoletje
- Srebrna zapestnica, Irak, 9. ali 10. stoletje
- Kaligrafska plošča, Irak, obdobje Abasidov, 10. stoletje našega štetja
- Kovanec Abasidov, Bagdad, 1244
- Besedilo in ilustracija iz arabskega prevoda De Materia Medica v slogu bagdadske šole, 13. stoletje
- Ilustracija iz Maqamata v slogu bagdadske šole, 13. stoletje
- Mandajski srebrnar pri delu v svoji trgovini v Bagdadu, 1932
- Khan Murjan, Baghdad
- Arabeskna dekoracija, Karbala
- Velika mošeja Samarra
- Fragmenti štukature iz Samarre, vključno s slikami, rezbarijami in abstraktnimi vzorci
- Izrezljana štukatura iz mesta Samarra. Cvetlični vzorec z abasidskimi geometrijskimi vzorci, grozdjem, vinsko trto in klasi borovih storžev. 3. islamsko stoletje po hidžri (9. stoletje)

## 19. stoletje
Do 20. stoletja Irak ni imel tradicije štafelajnega slikarstva. Tradicionalna umetnost, ki je vključevala obdelavo kovin, izdelovanje preprog in tkanje, pihanje stekla, keramične ploščice, kaligrafijo in stenske poslikave, je bila v 19. stoletju zelo razširjena. Nekatere tradicionalne prakse segajo nazaj do Asirije v 9. stoletjo. Vendar pa so v 19. stoletju na stenske slikarje na splošno gledali kot na obrtnike in ne na umetnike – čeprav v tradicionalni islamski družbi razlika med umetniki in obrtniki ni bila dobro opredeljena.
Nekaj imenovanih posameznikov je znanih, vključno s slikarjem Abbudom Naqqashem ter kaligrafom, slikarjem in dekoraterjem; Hashem Muhammad al-Baghdadi ('Hašim kaligraf', začetek 20. stoletja) (umrl 1973) in Niazi Mawlawi Baghdadi (19. stoletje), vendar je znanih razmeroma malo podrobnosti o njunih življenjih in karieri.
V poznem 19. stoletju je vzpon nacionalističnih in intelektualnih gibanj v arabskem svetu povzročil pozive k arabsko-islamskemu kulturnemu preporodu. Umetniki in intelektualci so menili, da je rast zahodnih vplivov grožnja arabski kulturni identiteti.
Istočasno, ko so lokalni umetniki začeli prevzemati zahodne prakse, kot je štafelajno slikanje. zavestno so iskali tudi izrazit nacionalni slog.

## 20. stoletje
Konec 19. stoletja in začetek 20. stoletja sta v arabščini znana kot Nahda. Ta izraz se prosto prevaja kot 'oživitev' ali 'renesansa'. Nahda je postala pomembno kulturno gibanje, ki je vplivalo na vse oblike umetnosti - arhitekturo, literaturo, poezijo in vizualne umetnosti.
Na prelomu 20. stoletja je bila majhna skupina Iračanov poslana v Carigrad na vojaško urjenje, kjer je bilo slikanje in risanje vključeno kot del učnega načrta. Ta skupina, ki je postala znana kot osmanski umetniki, je vključevala Abdula Qadirja Al Rassama (1882–1952); Mohamed Salim Musali (1886-?); Hassan Sami, Asim Hafidh (1886–1978); Mohammed Saleh Zaki (1888–1974) in hadži Mohammed Salim (1883–1941), je bila izpostavljena evropskim slikarskim tehnikam.
Njihov slog slikanja je bil realizem, impresionizem ali romantika. Po vrnitvi v Bagdad so ustanovili studie in začeli ponujati tečaje slikanja nadarjenim lokalnim umetnikom.
Mnogi iz naslednje generacije umetnikov so začeli s študijem pri umetnikih iz osmanske skupine. Njihova javna dela, ki so vključevala poslikave, javne spomenike in umetniška dela v preddverjih institucij ali poslovnih stavb, so Iračane izpostavila zahodni umetnosti in prispevala k cenjenju umetnosti.
Ko so države Bližnjega vzhoda začele izhajati izpod kolonialne vladavine, se je razvilo nacionalistično čustvo. Umetniki so zavestno iskali načine za združevanje zahodnih umetniških tehnik s tradicionalno umetnostjo in lokalnimi temami. V Iraku so bili umetniki 20. stoletja v ospredju razvoja nacionalnega sloga in so bili zgled drugim arabskim narodom, ki so želeli oblikovati lastno nacionalno identiteto.

## Arhitektura
Moderna arhitektura je sodobne arhitekte postavila pred velik izziv. Očitna je bila neprekinjena tradicija domače in javne arhitekture, ki pa se ni uskladila s sodobnimi materiali in metodami. Od začetka 20. stoletja je arhitektura uporabljala nove sloge in nove materiale, javni okus pa je postajal vse bolj moderen. Za obdobje so bili značilni izvirni načrti lokalnih arhitektov, ki so se šolali v Evropi, med njimi: Mohamed Makiya, Makkiyya al-Jadiri, Mazlum, Qatan Adani in Rifat Chadirji.
Tako kot vizualni umetniki so tudi iraški arhitekti iskali izrazito nacionalni slog arhitekture, ki je v 20. stoletju postal prioriteta. Mohammed Makkiyya in Rifat Chadirji sta bila dva najvplivnejša arhitekta v smislu definiranja moderne iraške arhitekture. Arhitekt Chadirji, ki je napisal temeljno knjigo o iraški arhitekturi, je ta pristop poimenoval mednarodni regionalizem. Pojasnjuje:

»Od samega začetka moje prakse sem mislil, da je nujno, da si Irak prej ali slej ustvari arhitekturo regionalnega značaja, a hkrati moderno, del trenutnega mednarodnega avantgardnega sloga.«
Arhitekti so iskali arhitekturni jezik, ki bi obiskovalce spominjal na starodavno iraško arhitekturno zgodovino. V ta namen so arhitekti v svojih načrtih uporabljali iraške motive in v svoje delo vključili tradicionalne prakse oblikovanja, kot so nadzor temperature, naravno prezračevanje, dvorišča, zaslonske stene in odsevna svetloba. Arhitekti so postali tudi oblikovalci, ki so oblikovali pohištvo in razsvetljavo glede na posebnosti iraškega podnebja, kulture in razpoložljivosti materialov.
Ko so mesta v zgodnjih desetletjih 20. stoletja prestala obdobje 'modernizacije', so bile tradicionalne strukture ogrožene in podvržene rušenju. Mudhif (ali bivališče iz trstike) ali bajt (hiše) z značilnostmi, kot so šanašol (prepoznavno oreelno okno z lesenimi rešetkami) in bad girs (lovilci vetra), so bili izgubljeni z zaskrbljujočo naglico.
Arhitekt Rifat Chadirji in njegov oče Kamil Chadirji sta se bala, da bodo ljudska arhitektura in starodavni spomeniki izgubljeni zaradi novega razvoja, povezanega z naftnim razcvetom sredi stoletja. Fotografsko so dokumentirali regijo in leta 1995 izdali knjigo z naslovom Fotografije Kamila Chadirjija: Družabno življenje na Bližnjem vzhodu, 1920-1940, ki je zabeležila stavbe in življenjski slog Iračanov.
Umetnica Lorna Selim, ki je poučevala risanje na oddelku za arhitekturo univerze v Bagdadu, je v 1960-ih vodila svoje študente, da so skicirali tradicionalne stavbe ob Tigrisu, še posebej pa jo je zanimalo, da bi mladim arhitektom predstavili iraško ljudsko arhitekturo, ulice in zgodovinske spomenike. Delo Selime in Chadirjija je navdihnilo novo generacijo arhitektov, da razmislijo o vključitvi tradicionalnih oblikovalskih značilnosti - kot so iraške prakse nadzora temperature, naravnega prezračevanja, dvorišč, zaslonskih sten in odsevne svetlobe - v svoje načrte.

## Umetniški muzeji in galerije v Bagdadu
- Narodni muzej moderne umetnosti (prej iraški muzej moderne umetnosti) – ustanovljen leta 1962, so ga vandali močno poškodovali, leta 2003 pa so izropali številna pomembna umetniška dela
- Pionirski muzej, Bagdad - leta 1979 ga je ustanovilo Ministrstvo za informiranje in kulturo, da hrani dela domačih umetnikov prve generacije, prav tako je bil poškodovan z deli, izropanimi leta 2003 [122]
- Umetnostna galerija Hewar
- Athar Art Gallery - leta 1996 jo je odprl Muhammed Znad
- Umetniška galerija Dijla - leta 1997 jo je odprla Zainab Mahdi z namenom spodbujanja mladih, prihajajočih umetnikov
- Galerija Madarat – odprta leta 2006 in gosti razstave, predavanja, koncerte in kulturne dogodke
- Ruya Shop – odprla ga je leta 2018 fundacija Ruya na ulici Mutanabbi in gosti razstave, filmske projekcije in knjižnico.